# Матч СССР — США по боксу 1982
Матч СССР — США по боксу 1982 года проходил 29 января в Москве во дворце спорта «Лужники». Шестеро боксёров советской сборной к тому времени уже имели опыт участия в матчах СССР — США: по одному разу участвовали в матчах Сергей Мичник и Серик Нурказов, дважды — Шамиль Сабиров, трижды — Александр Ягубкин и Александр Кошкин, Серик Конакбаев участвовал в пяти подобных матчах. Американская сторона традиционно выставила на матч молодых боксёров, претендующих на участие в чемпионатах мира и Олимпийских играх. Мачт завершился победой советской команды со счётом 8:4.
| Весовая категория | Победитель          | Соперник         | Результат |
| ----------------- | ------------------- | ---------------- | --------- |
| до 48 кг          | Шамиль Сабиров      | Хосе Розарио     |           |
| до 51 кг          | Юрий Александров    | Тони Монтойа     |           |
| до 54 кг          | Виктор Мирошниченко | Бернард Грэй     |           |
| до 57 кг          | Клиффорд Грэй       | Серик Нурказов   |           |
| до 60 кг          | Сергей Мичник       | Винсент Пазиенц  |           |
| до 63,5 кг        | Винсент Уэбб        | Василий Шишов    |           |
| до 67 кг          | Серик Конакбаев     | Деррил Робинсон  |           |
| до 71 кг          | Альфред Мейес       | Александр Кошкин |           |
| до 75 кг          | Александр Беляев    | Майкл Гроган     |           |
| до 81 кг          | Александр Крупин    | Джонни Уильямс   |           |
| до 91 кг          | Александр Ягубкин   | Марк Махоне      |           |
| свыше 91 кг       | Уоррен Томпсон      | Валерий Абаджян  |           |

4 февраля в Ленинграде состоялся неофициальный матч сборных СССР и США. В городе на Неве СССР представляли вторые номера сборной команды. В составе сборной США появилось пять новых спортсменов. Не состоялись бои в категориях до 71 и 91 кг. Победителями боёв стали: в американской команде — Д. Рамирес, Р. Рентц, Т. Рэбон, Д. Уильямс, А. Мейес, У. Томпсон; в советской — А. Петров, В. Манукян, 3. Абдукадыров, Бабкен Саградян. Матч окончился победой американцев со счётом 6:4.
6 февраля в Донецке во Дворце спорта «Дружба» состоялся ещё один неофициальный матч. Составы команд снова претерпели значительные изменения. В категории до 54 кг И. Мирбабаев (Ош) победил американца Б. Грея. Поединок в категории до 57 кг завершился победой Г. Клиффорда над С. Заслоновым (Копейск). В. Степанов из Хабаровска (60 кг) дважды уложил на настил Винни Пациенца и уверенно победил в своём бою. Поединок О. Козельского (Киев, до 63,5 кг) с В. Уэббом был остановлен ввиду явного преимущества советского боксёра. Пётр Галкин (Копейск, 67 кг) победил чемпиона США Д. Робинсона. А. Мейес выиграл свой бой в категории до 71 кг, а Д. Уильямс — в категории до 81 кг. Победу в матче одержали советские боксёры со счётом 5:4.